# 2022年澳大利亚东南部洪水
2022年澳大利亚东南部洪水是自2022年10月以来在澳大利亚东南部发生的一系列洪災。11月、12月和2023年1月，維多利亞州西北部和南澳大利亚都出現了洪災。
在维多利亚州，坎帕斯佩河、马里宾隆河、阿沃卡河、古尔本河、洛登河和布罗肯河的沿岸都发生洪災。在新南威尔士州，拉克兰河沿岸以及新南威尔士福布斯地区發生洪災，馬蘭比吉河沿岸的沃加沃加也發生洪災。在塔斯马尼亚，默西河、米安德河和麥覺理河的水位高企。
根据澳大利亚保险理事会的数据，新南威尔士的洪災是该国有记录以来造成的损失最严重的自然灾害，索赔金额超过55亿美元。